# Caffè alla valdostana

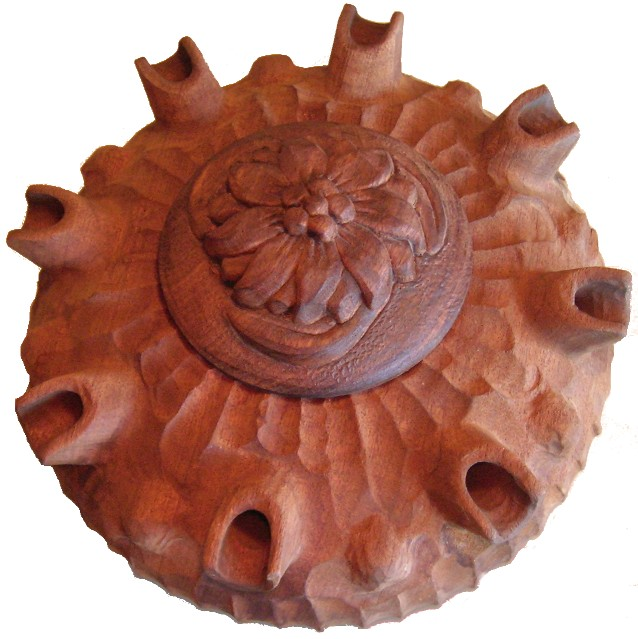
Grolla, naczynie do picia caffè alla valdostana

Caffè alla valdostana (wł.) albo Café à la valdôtaine (fr.) – tradycyjny włoski napój na bazie alkoholu i kawy, popularny w Dolinie Aosty i w okolicach Alp. Napój, podawany na gorąco w specyficznym naczyniu, zwanym coppa dell'amicizia (wł.), coupe de l'amitié (fr.) lub grolla, jest serwowany tradycyjnie zimową porą.
Pije się go w gronie kilku osób (4-8), podając się naczynie kolejnym osobom, każdy ze swojego „dzióbka”.

## Przepis
- 4 filiżanki kawy espresso
- 3 kieliszki grappy lub koniaku
- 1 kieliszek genepi
- cukier
- skórka cytrynowa
- goździki

Składniki podgrzać, wlać do naczynia, rant polać alkoholem i posypać cukrem, podpalić. Gdy alkohol się wypali, zakryć naczynie.